# 黄花云南冠唇花
黄花云南冠唇花（学名：Microtoena delavayi var. lutea）为唇形科冠唇花属下的一个变种。

## 扩展阅读
- 維基物種上的相關：黄花云南冠唇花